# Liste des plus hautes constructions de Chicago

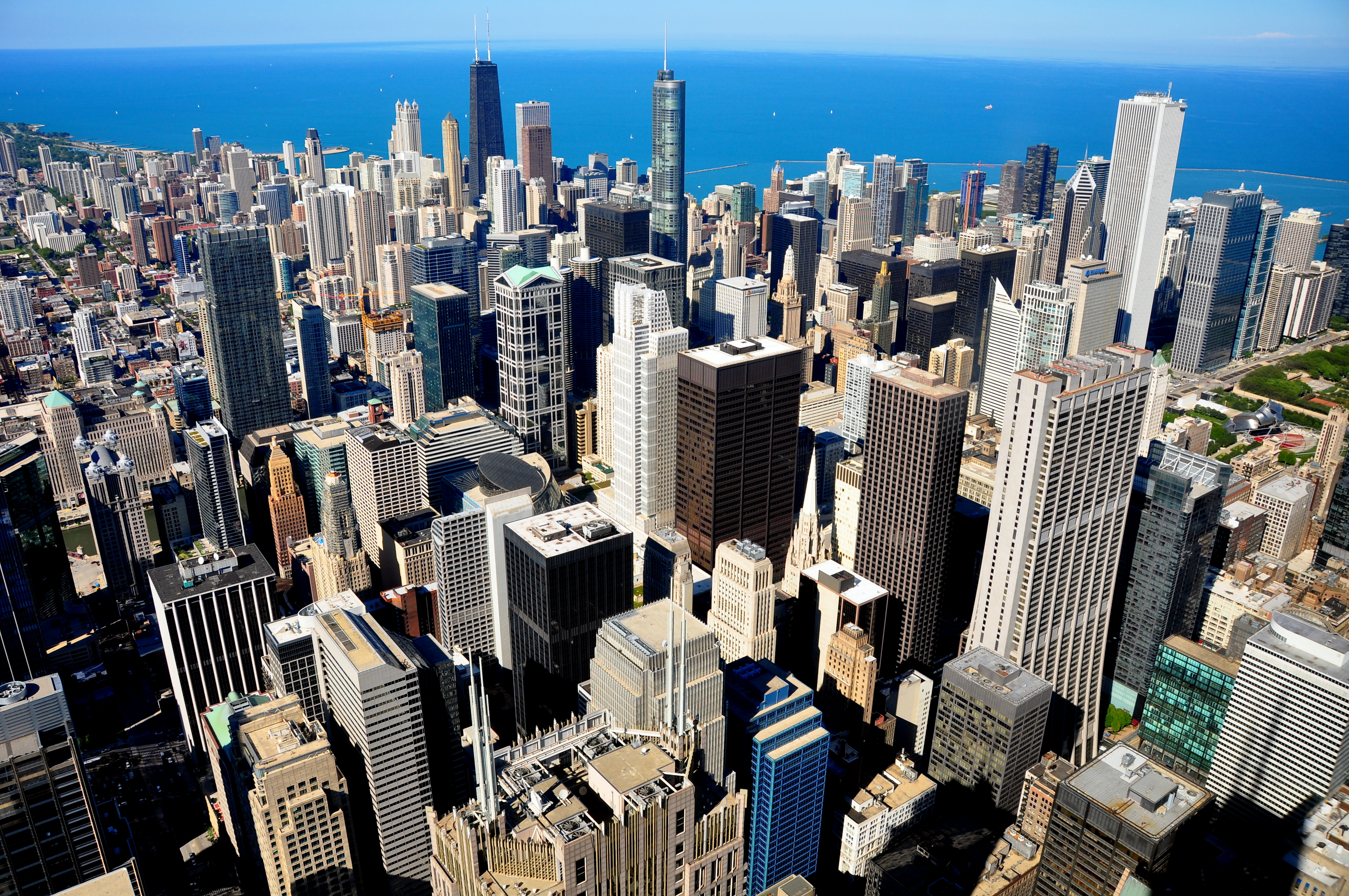
Vue sur Downtown Chicago et le lac Michigan depuis l'observatoire du skydeck au de la Willis Tower.

Cet article concerne une liste des plus hautes constructions de Chicago, dans l'État de l'Illinois, aux États-Unis. Située au cœur de la région agricole du Midwest, dans le centre-nord des États-Unis, Chicago est la deuxième ville du continent américain après New York pour le nombre de ses gratte-ciel et la cinquième dans le monde après Hong Kong, Tokyo et Wuhan. Chicago est souvent considérée comme étant le lieu de naissance des premiers gratte-ciel de l'histoire depuis les années 1880,. Par ailleurs, la ville possède plusieurs des plus hauts gratte-ciel du monde.
Construite entre 1970 et 1973, la Willis Tower (appelée « Sears Tower » jusqu'en 2009) est l'un des gratte-ciel les plus emblématiques des États-Unis. Elle est connue dans le monde entier pour avoir été le plus haut bâtiment du monde de 1973 à 1998 et du continent américain jusqu'en 2013. La Willis Tower est aujourd'hui le troisième plus haut gratte-ciel du continent américain et de l'hémisphère ouest après le One World Trade Center et la Central Park Tower à New York.

## Présentation

### Description

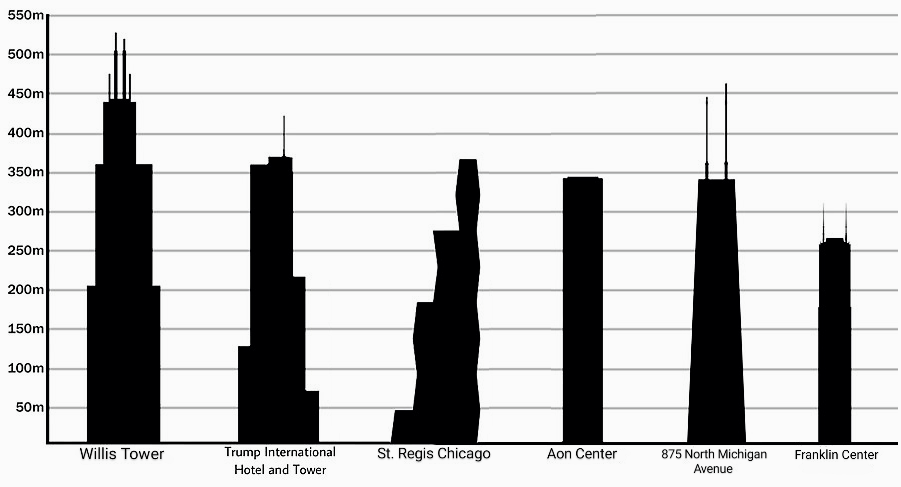
Diagramme des six plus hauts gratte-ciel de la ville de Chicago (à hauteur du toit).

La ville de Chicago comprend de nombreuses tours dont 38 dépassent les 200 mètres de hauteur et sept dépassent les 300 mètres de hauteur. Par comparaison, il y a en Europe (sans compter la Russie) 37 gratte-ciel égaux ou supérieurs à 200 mètres et deux seulement dépassent les 300 mètres (la Varso Tower à Varsovie mesure 310 mètres de haut et The Shard à Londres fait 309,6 mètres). La majorité d'entre elles sont situées dans Downtown Chicago, le quartier d'affaires de la ville qui inclut dans ses limites les secteurs du Loop, de Near North Side et de Near South Side. De 2001 à 2013, à l'achèvement du One World Trade Center (104 étages), Chicago était la seule ville du continent américain à posséder deux bâtiments d'au moins 100 étages (New York en possédait trois jusqu'aux attentats du 11 septembre 2001). À ce jour, Chicago en compte trois.
Par ailleurs, Chicago possède l'immeuble ayant le plus d'étages dans l'hémisphère ouest (Willis Tower, 108 étages). Du haut de ses 442 m (527 m avec son antenne), la Willis Tower a été le plus haut gratte-ciel du monde de 1973 à 1998 avant que l'édifice ne soit détrôné par les Tours Petronas de Kuala Lumpur. L'immeuble restera cependant le plus haut gratte-ciel du continent américain jusqu'en 2013. Situé au 103e étage soit à 412 mètres de hauteur, l'observatoire de la Willis Tower connu sous le nom de « skydeck » est l'une des principales attractions de la tour et attire chaque année de nombreux touristes. Par temps clair, le skydeck permet de voir à une distance de plus de 80 kilomètres. Du haut de ses 423 m, la Trump International Hotel and Tower est devenue le deuxième plus haut gratte-ciel de la ville et l'un des plus hauts d'Amérique à son achèvement en 2009. D'une hauteur de 344 m, le 875 North Michigan Avenue (anciennement John Hancock Center) est la tour résidentielle la plus élevée du monde et comprend de nombreux condominiums et appartements en plus des bureaux et des restaurants qui constituent la tour. Surnommé « Big John » par les Chicagoans, le 875 North Michigan Avenue est le cinquième plus haut gratte-ciel de la ville et comprend un observatoire au 94e étage (appelé « 360 Chicago ») d'où les visiteurs peuvent admirer le panorama sur la ville et le lac Michigan.
Étant donné le fait que Chicago soit la ville qui ait vu s'ériger le premier gratte-ciel et qu'elle possède le deuxième panorama urbain (skyline) le plus important des États-Unis et parmi les plus importants dans le monde, la ville est souvent désignée comme étant la « capitale mondiale des gratte-ciel ». Cependant, de par son nombre important d'immeubles de grande hauteur, Chicago est la ville la plus dangereuse des États-Unis pour les oiseaux migrateurs, en effet chaque année beaucoup d'entre eux meurent en percutant les façades et les grandes vitres de ses gratte-ciel.

### Historique

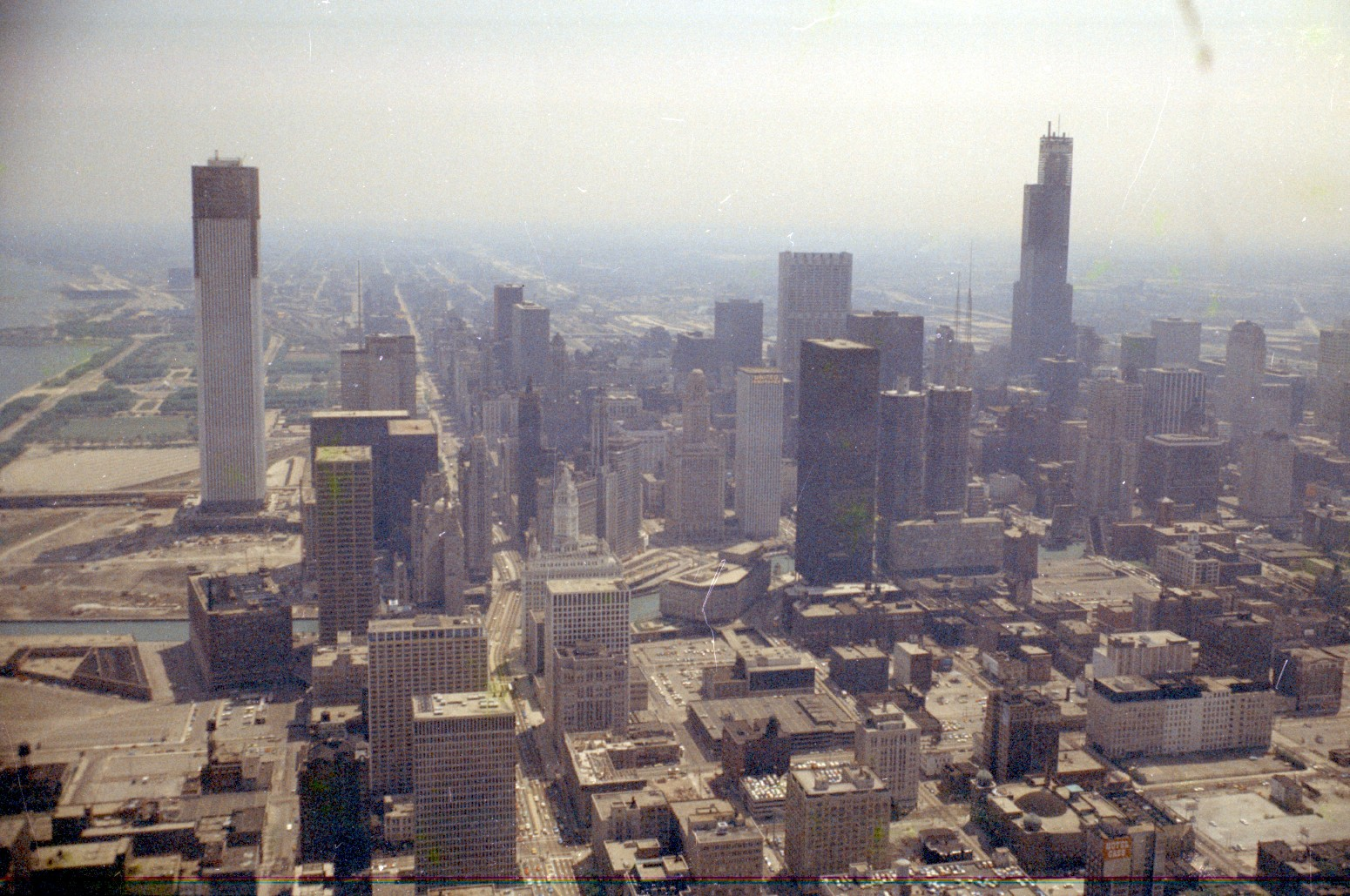
Downtown Chicago, 1973. L'Aon Center et la Sears Tower lors de leur construction.

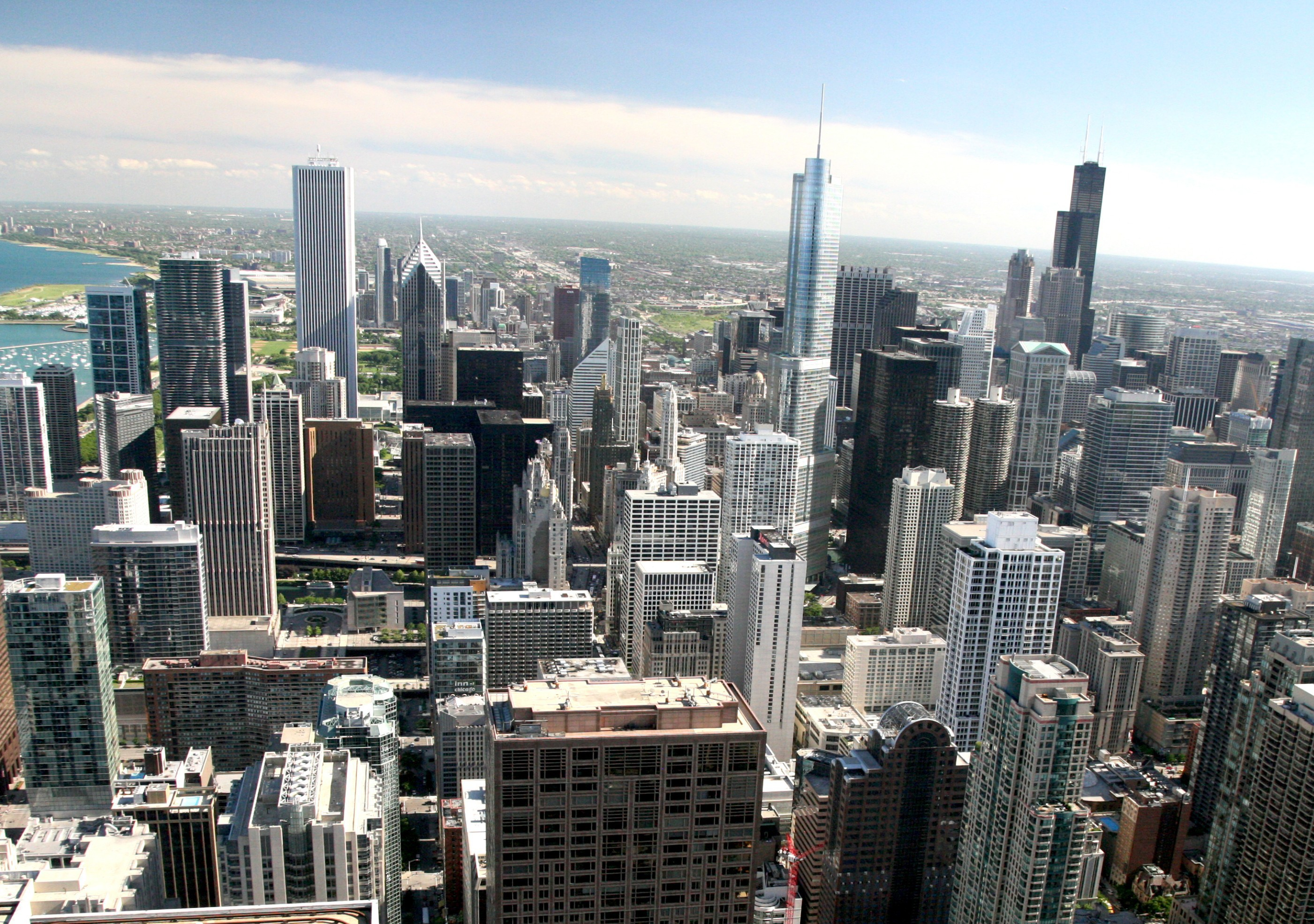
Downtown Chicago, 2020. De gauche à droite : l'Aon Center, la flêche du Two Prudential Plaza, la Trump International Hotel and Tower et la Willis Tower (ex Sears Tower) depuis l'observatoire 360 Chicago du 875 North Michigan Avenue.

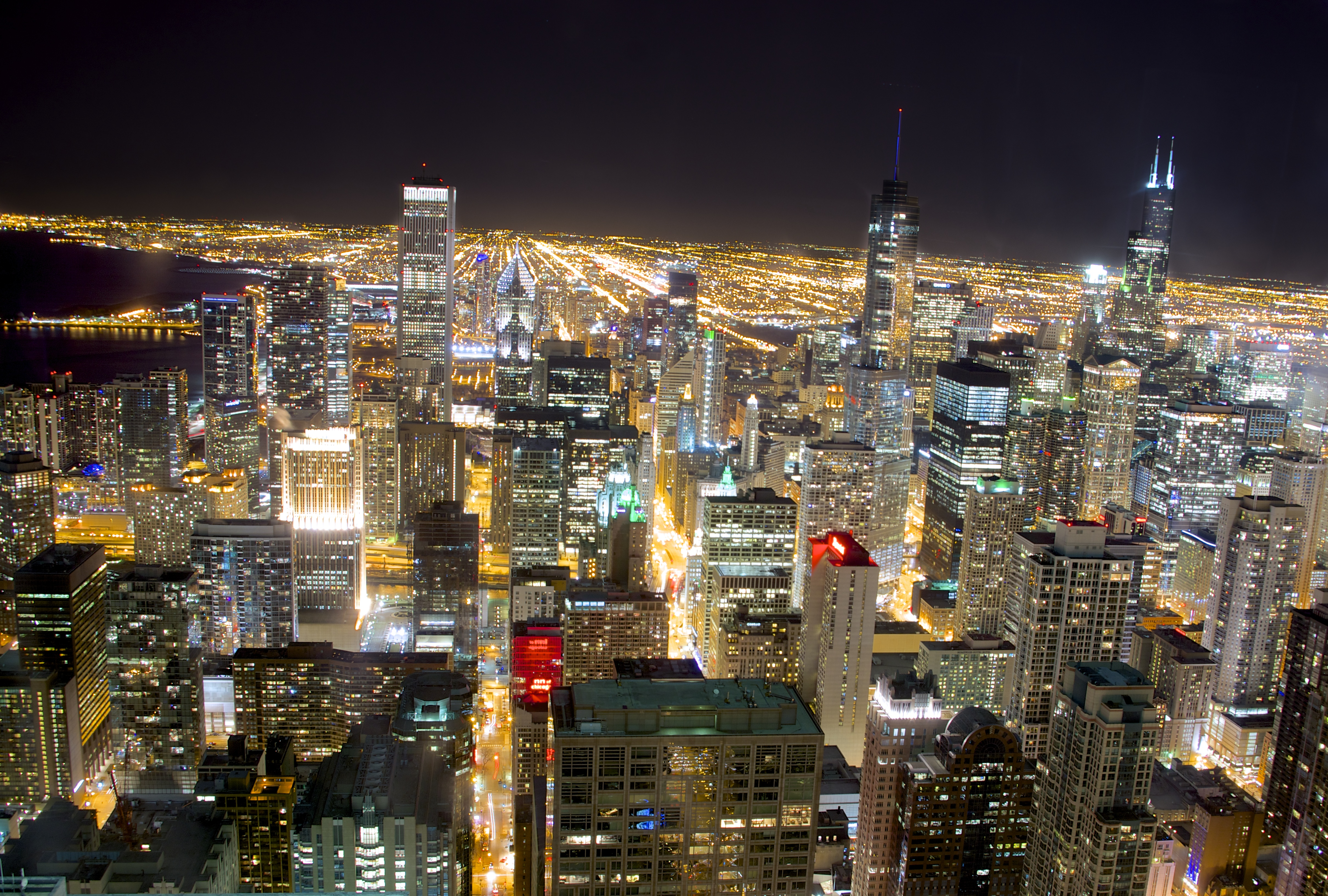
Point de vue identique, de nuit.

L'histoire des gratte-ciel à Chicago a commencé avec l'achèvement du Home Insurance Building en 1885, qui est souvent considéré comme le premier gratte-ciel dans le monde,. Conçu par l'architecte William Le Baron Jenney, le bâtiment comprenait initialement dix étages pour une hauteur de 42 mètres. Deux étages supplémentaires ont été ajoutés en 1891, la tour atteignant alors 55 mètres. Le Home Insurance Building a été démoli en 1931,. D'autres bâtiments d'envergure, tels que le Montauk Building en 1883 et le Monadnock Building en 1891 (tous deux conçus par Daniel Burnham et John Wellborn Root), voient le jour. Historiquement, Chicago a joué un rôle de premier plan dans le développement des gratte-ciel d'abord aux États-Unis puis dans le reste du monde. Trois bâtiments de la ville sont devenus à leur achèvement le plus haut gratte-ciel des États-Unis, comme le Chicago Board of Trade Building (184 mètres) en 1930. Chicago a connu un essor très rapide dans la construction d'immeubles de grande hauteur, en effet durant la période allant du début des années 1920 jusqu'au milieu des années 1930, 11 des 91 plus hauts bâtiments de la ville ont été construits. Du début des années 1960 jusqu'à nos jours, Chicago a connu une seconde phase encore plus importante que la précédente dans la construction et l'innovation en matière de gratte-ciel.
Depuis le début des années 1970, la ville a vu l'achèvement de plus de 80 bâtiments hauts d'au moins 152 mètres, dont la Willis Tower (1973), la Trump Tower (2009), le St. Regis Chicago (2021), le Franklin Center (1989), le 311 South Wacker Drive (1990), l'Aon Center (1973), le Two Prudential Plaza (1990), la Water Tower Place (1976), et le 875 North Michigan Avenue (1969). Toutes ces tours se situent essentiellement dans le secteur financier du Loop (ainsi qu'en bordure de la rivière Chicago dans les quartiers de South Loop, New Eastside et Wolf Point) et dans le secteur de Near North Side (le long du Magnificent Mile sur Michigan Avenue et dans les quartiers de Streeterville et River North). La Willis Tower, la Trump Tower, le 875 North Michigan Avenue, le St. Regis Chicago et le Franklin Center ont été conçus par des membres de l'agence Skidmore, Owings and Merrill (SOM). Depuis le début des années 2000, les constructions de très grande hauteur ont tendance à se déplacer en dehors des frontières du secteur financier du Loop, en effet les secteurs limitrophes de Near South Side et Near West Side connaissent un véritable « boom » des gratte-ciel. Les secteurs de Near North Side, du Loop et de Near South Side constituent le centre de la ville de Chicago et comprennent à eux seuls plus d'une centaine de gratte-ciel de plus de 152 mètres de hauteur, et de nombreux autres bâtiments y sont actuellement en construction.
Plusieurs immeubles de plus de 100 mètres se trouvent hors de Downtown Chicago et se concentrent principalement dans les secteurs situés le long du littoral en bordure du lac Michigan comme Lincoln Park, Edgewater, Uptown, Lakeview ou encore Rogers Park (dans le North Side) et dans les secteurs de Kenwood, Hyde Park et South Shore (dans le South Side). Il s'agit pour l'essentiel de bâtiments résidentiels. Selon Emporis, le panorama urbain de la métropole du Midwest est classé deuxième du continent américain après New York et constitue l'un des plus importants au monde.
Selon la société allemande Emporis, il y avait 1 098 immeubles d'une hauteur d'au moins 100 mètres dans la ville en 2020, ce qui fait de Chicago la deuxième ville de l'hémisphère ouest derrière New York à posséder le plus d'immeubles d'une hauteur d'au moins 100 mètres dans ses limites municipales. En 2020, toujours selon Emporis, Chicago était la cinquième ville dans le monde par le nombre de gratte-ciel, après Hong Kong, Tokyo, New York et Wuhan. Sur la base de la hauteur moyenne des dix plus grands bâtiments achevés, Chicago a l'une des plus importantes lignes d'horizon dans le monde. La Willis Tower est la dixième tour dans le monde par le nombre d'étages (108 étages), et l'une des plus hautes tours du monde si on prend en compte son antenne de près de 100 m, portant la hauteur totale de l'édifice à 527 mètres. Certains des plus hauts gratte-ciel de la ville ont été conçus par des femmes dont Jeanne Gang (ses principales réalisations étant l'Aqua Building et le St. Regis Chicago) et Natalie Griffin de Blois, membre de l'agence d'architectes Skidmore, Owings and Merrill et responsable du 401 North Michigan (anciennement connu comme l'Equitable Building). À ce jour, une vingtaine de gratte-ciel figurant parmi les plus hautes tours du monde ont été conçus par des femmes.
En 2020, selon le Council on Tall Buildings and Urban Habitat (CTBUH), la ville compte environ 130 gratte-ciel (édifices d'une hauteur d'au moins 152 mètres ou 500 pieds) à l'intérieur de ses frontières, ce qui en fait la deuxième en Amérique du Nord après la ville de New York. Environ 46 % d'entre eux sont exclusivement composés de bureaux. Plusieurs gratte-ciel sont actuellement en construction ou programmés, d'autres furent annulés à cause de restrictions budgétaires. C'est le cas notamment de la Chicago Spire (« Flèche de Chicago ») qui fut au milieu des années 2000 un projet de gratte-ciel résidentiel de forme hélicoïdale. Œuvre de l'architecte Santiago Calatrava Valls, la Chicago Spire (dont la construction a commencé en 2007 et devait s'achever en 2012) a été annulée à la suite de la crise économique mondiale de 2008. Avec ses 150 étages pour 609,6 mètres de hauteur, la tour devait être à son achèvement le plus haut gratte-ciel du continent américain devant le One World Trade Center à New York et la deuxième tour du monde derrière Burj Khalifa à Dubaï. À l'instar de la Willis Tower et du 875 North Michigan Avenue, la Chicago Spire devait abriter une salle panoramique au dernier étage, permettant d'admirer une vue s'étendant sur quatre États : l'Illinois, l'Indiana, le Michigan et le Wisconsin.

## Tableaux des constructions
Ci-dessous se dresse une série de tableaux qui listent les bâtiments de Chicago par statut de construction.

### Constructions achevées
Le tableau ci-dessous concerne les bâtiments dont la construction est complète à ce jour. Le caractère (=) concerne les immeubles ayant une hauteur égale (antennes comprises).
| Rang | Nom                                    | Image | Hauteur | Étages | Année | Coordonnées                                              | Notes |
| ---- | -------------------------------------- | ----- | ------- | ------ | ----- | -------------------------------------------------------- | --- |
| 1    | Willis Tower                           |       | 442 m   | 108    | 1973  | 233 S. Wacker Dr. 41° 52′ 44″ N, 87° 38′ 09″ O           | Anciennement connue sous le nom de Sears Tower ; 3e plus haute construction des États-Unis après le One World Trade Center et la Central Park Tower ; 23e plus haut gratte-ciel du monde, ; il a été le plus haut gratte-ciel du monde de 1973 à 1998 et des États-Unis jusqu'en 2013 ; il est actuellement le 3e plus haut gratte-ciel du continent américain et de l'hémisphère ouest.      |
| 2    | Trump International Hotel and Tower    |       | 423 m   | 98     | 2009  | 401 N. Wabash Ave. 41° 53′ 20″ N, 87° 37′ 35″ O          | 7e plus haute construction des États-Unis, ; le gratte-ciel porte le nom de son propriétaire Donald Trump, milliardaire américain, 45e et 47e président des États-Unis ; il s'agit également du plus haut gratte-ciel de Chicago à contenir un hôtel et du plus haut bâtiment situé en bordure de la rivière Chicago.                                                                         |
| 3    | St. Regis Chicago                      |       | 363 m   | 101    | 2021  | 363 East Wacker Drive 41° 53′ 13″ N, 87° 37′ 03″ O       | Anciennement connue sous le nom de Wanda Vista Tower ; 11e plus haute construction des États-Unis et plus haut gratte-ciel du monde conçu par une femme, ; il s'agit d'un immeuble principalement résidentiel ; il contient également un complexe hôtelier. |
| 4    | Aon Center                             |       | 346 m   | 83     | 1973  | 200 E. Randolph St. 41° 53′ 07″ N, 87° 37′ 17″ O         | Anciennement connu comme le Standard Oil Building et l'Amoco Tower ; 12e plus haute construction des États-Unis ; il abritait le siège social de l'entreprise Aon. |
| 5    | 875 North Michigan Avenue              |       | 344 m   | 100    | 1969  | 875 N. Michigan Ave. 41° 53′ 55,5″ N, 87° 37′ 23″ O      | Anciennement connu sous le nom de John Hancock Center ; 13e plus haute construction des États-Unis ; plus haut gratte-ciel du monde dans les années 1960 en dehors de New York. |
| 6    | Franklin Center                        |       | 307 m   | 61     | 1989  | 227 W. Monroe St. 41° 52′ 49,5″ N, 87° 38′ 05″ O         | Anciennement connu comme le AT&T Corporate Center ; 24e plus haute construction des États-Unis ; plus haut gratte-ciel construit à Chicago dans les années 1980,. |
| 7    | Two Prudential Plaza                   |       | 303 m   | 64     | 1990  | 180 N. Stetson Ave. 41° 53′ 08″ N, 87° 37′ 22″ O         | 29e plus haute construction des États-Unis ; plus haut gratte-ciel construit à Chicago dans les années 1990 ; plus haut gratte-ciel de Chicago intégralement commercial. |
| 8    | One Chicago                            |       | 296 m   | 78     | 2022  | 1 West Chicago Avenue 41° 53′ 46″ N, 87° 37′ 43″ O       | Anciennement connu sous le nom de One Chicago East Tower ; 34e plus haute construction des États-Unis. |
| 9    | 311 South Wacker Drive                 |       | 293 m   | 65     | 1990  | 311 S. Wacker Dr. 41° 52′ 39″ N, 87° 38′ 08″ O           | 35e plus haute construction des États-Unis ; plus haut gratte-ciel du monde dont le nom est une adresse, jusqu'à l'achèvement du 432 Park Avenue en 2015. |
| 10   | NEMA                                   |       | 273 m   | 76     | 2019  | 1210 S. Indiana Ave. 41° 52′ 01″ N, 87° 37′ 23″ O        | Plus haut gratte-ciel de Chicago intégralement résidentiel ; plus haut gratte-ciel construit à Chicago dans les années 2010 ; plus haut gratte-ciel du secteur de Near South Side ; plus haut gratte-ciel de Downtown Chicago situé en dehors des secteurs du Loop et de Near North Side. |
| 11   | 900 North Michigan                     |       | 266 m   | 66     | 1989  | 900 N. Michigan Ave. 41° 53′ 59″ N, 87° 37′ 30″ O        | Le bâtiment possède un centre commercial haut de gamme à son rez-de-chaussée,. |
| 12=  | Water Tower Place                      |       | 262 m   | 74     | 1976  | 845 N. Michigan Ave. 41° 53′ 52,5″ N, 87° 37′ 20,5″ O    | Le bâtiment est composé à sa base d'un vaste complexe commercial de près de 70 000 m2,. |
| 12=  | Aqua                                   |       | 262 m   | 82     | 2009  | 200 N. Columbus Dr. 41° 53′ 11″ N, 87° 37′ 12″ O         | Plus haut gratte-ciel de Chicago à contenir à la fois des lofts, des appartements de luxe, un hôtel, des bureaux et des commerces ; en 2009, l'Aqua reçoit l'Emporis Skyscraper Award, un prix d'architecture décerné chaque année par l'entreprise allemande Emporis ; en 2010, il reçoit le CTBUH Award, un prix d'architecture décerné par le Council on Tall Buildings and Urban Habitat. |
| 14   | Chase Tower                            |       | 259 m   | 60     | 1969  | 21 S. Clark St. 41° 52′ 53,5″ N, 87° 37′ 48″ O           | Aussi connu sous le nom de First National Plaza,. |
| 15   | Park Tower                             |       | 257 m   | 67     | 2000  | 800 N. Michigan Ave. 41° 53′ 49,5″ N, 87° 37′ 30,5″ O    | [ 46 ] |
| 16   | One Bennett Park                       |       | 256 m   | 69     | 2018  | 514 N. Peshtigo St. 41° 53′ 29″ N, 87° 36′ 56″ O         | Connu à l'origine sous le nom de 451 E. Grand Avenue, il est finalement appelé One Bennett Park avant son achèvement. |
| 17   | Salesforce Tower Chicago               |       | 254 m   | 60     | 2023  | 333 W. Wolf Point Plaza 41° 53′ 15,4″ N, 87° 38′ 15,7″ O | Plus haut bâtiment du quartier de Wolf Point ; anciennement connu sous le nom de Wolf Point South Tower, ; il abrite le siège régional de l'entreprise de logiciels Salesforce. |
| 18   | Legacy at Millennium Park              |       | 251 m   | 73     | 2010  | 21-39 S. Wabash Ave. 41° 52′ 53″ N, 87° 37′ 32″ O        | Le bâtiment comprend plus de 360 appartements de luxe. |
| 19   | 110 North Wacker                       |       | 248 m   | 57     | 2020  | 110 N. Wacker Dr. 41° 53′ 01″ N, 87° 38′ 15″ O           | 2e plus haut bâtiment de Chicago intégralement commercial après le Two Prudential Plaza (inauguré en 1990) ; également connu sous le nom de Bank of America Tower,. |
| 20   | 1000M                                  |       | 245 m   | 73     | 2024  | 1000 S. Michigan Ave. 41° 52′ 10,6″ N, 87° 37′ 27,8″ O   | 2e plus haut gratte-ciel de Chicago intégralement résidentiel après le NEMA ; en 2020, sa construction est interrompue en raison de la pandémie de Covid-19 et de problèmes de financement ; la conception du bâtiment fut révisée et sa taille réduite,. |
| 21   | Blue Cross Blue Shield Tower           |       | 242 m   | 57     | 2010  | 300 E. Randolph St. 41° 53′ 05″ N, 87° 37′ 12″ O         | La première phase est achevée en 1997 ; une expansion de 24 étages a été complétée en 2010. |
| 22   | 300 North LaSalle                      |       | 239 m   | 60     | 2009  | 300 N. LaSalle St. 41° 53′ 17,5″ N, 87° 37′ 59″ O        | En raison de son emplacement au bord de la rivière Chicago, le bâtiment dispose d'un jardin public d'un demi-hectare offrant un accès direct à la Riverwalk. |
| 23   | Three First National Plaza             |       | 234 m   | 57     | 1981  | 70 W. Madison St. 41° 52′ 56″ N, 87° 37′ 50″ O           | [ 58 ] |
| 24   | Grant Thornton Tower                   |       | 230 m   | 50     | 1992  | 161 N. Clark St. 41° 53′ 05″ N, 87° 37′ 50″ O            | [ 59 ] |
| 25   | 150 North Riverside                    |       | 228 m   | 54     | 2017  | 150 N. Riverside Plaza 41° 52′ 44″ N, 87° 38′ 09″ O      | Plus haut gratte-ciel de Chicago construit à l'ouest de la rivière Chicago ; le bâtiment a été certifié « or » par le label LEED à son achèvement. |
| 26   | River Point                            |       | 223 m   | 52     | 2017  | 444 W. Lake St. 41° 53′ 09″ N, 87° 38′ 12″ O             | Le bâtiment était auparavant connu sous le nom de 200 North Riverside Plaza ; il a été certifié « or » par le label LEED. |
| 27   | BMO Tower                              |       | 222 m   | 51     | 2022  | 320 S. Canal St. 41° 52′ 38″ N, 87° 38′ 26″ O            | Plus haut bâtiment situé à l'ouest de Canal Street ; il abrite le siège social de la BMO Harris Bank (une filiale du BMO Groupe financier),. |
| 28=  | One Museum Park                        |       | 221 m   | 62     | 2009  | 1215 S. Prairie Ave. 41° 52′ 01,5″ N, 87° 37′ 17″ O      | 3e plus haut bâtiment de Chicago intégralement résidentiel après le NEMA et le 1000M. |
| 28=  | Olympia Centre                         |       | 221 m   | 63     | 1986  | 737 N. Michigan Ave. 41° 53′ 47″ N, 87° 37′ 24″ O        | [ 65 ] |
| 30   | 330 North Wabash                       |       | 212 m   | 52     | 1973  | 330 N. Wabash Ave. 41° 53′ 19″ N, 87° 37′ 39″ O          | Aussi connu comme l'IBM Building,. |
| 31   | Waldorf Astoria Chicago                |       | 209 m   | 60     | 2010  | 11 E. Walton St. 41° 53′ 59″ N, 87° 37′ 39″ O            | Anciennement connu sous le nom d'Elysian Tower, le Waldorf Astoria Chicago abrite un hôtel de luxe. |
| 32   | 111 South Wacker Drive                 |       | 208 m   | 51     | 2005  | 111 S. Wacker Dr. 41° 52′ 49″ N, 87° 38′ 10,5″ O         | Le bâtiment a été certifié « or » par le label LEED. |
| 33=  | 181 West Madison Street                |       | 207 m   | 50     | 1990  | 181 W. Madison St. 41° 52′ 53,5″ N, 87° 38′ 00″ O        | [ 68 ] |
| 33=  | Hyatt Center                           |       | 207 m   | 48     | 2005  | 71 S. Wacker Dr. 41° 52′ 51″ N, 87° 38′ 10″ O            | Également connu sous le nom de 71 South Wacker. |
| 35=  | One Magnificent Mile                   |       | 205 m   | 57     | 1983  | 980 N. Michigan Ave. 41° 54′ 02″ N, 87° 37′ 29″ O        | |
| 35=  | 340 on the Park                        |       | 205 m   | 64     | 2007  | 340 E. Randolph St. 41° 53′ 05,5″ N, 87° 37′ 08″ O       | 4e plus haut bâtiment de la ville intégralement résidentiel. |
| 37=  | 77 West Wacker Drive                   |       | 204 m   | 49     | 1992  | 77 W. Wacker Dr. 41° 53′ 11,5″ N, 87° 37′ 50″ O          | Anciennement connu sous le nom de United Building, le bâtiment était à l'origine le siège de United Airlines. |
| 37=  | Wolf Point East Tower                  |       | 204 m   | 60     | 2020  | 313 Wolf Point Plaza 41° 53′ 15″ N, 87° 38′ 12,4″ O      | 5e plus haut gratte-ciel de Chicago intégralement résidentiel ; initialement prévue pour être une tour à usage mixte, la Wolf Point East Tower comprend près de 700 appartements. |
| 39   | One North Wacker                       |       | 199 m   | 50     | 2001  | 1 N. Wacker Dr. 41° 52′ 56″ N, 87° 38′ 10″ O             | Aussi connu comme l'UBS Tower. |
| 40   | Richard J. Daley Center                |       | 198 m   | 32     | 1965  | 55 W. Washington St. 41° 53′ 02,5″ N, 87° 37′ 49″ O      | Nommé d'après Richard Joseph Daley, maire de Chicago de 1955 à 1976. |
| 41=  | 55 East Erie Street                    |       | 197 m   | 56     | 2003  | 55 E. Erie St. 41° 53′ 38″ N, 87° 37′ 33″ O              | 6e plus haut gratte-ciel de Chicago intégralement résidentiel,. |
| 41=  | Lake Point Tower                       |       | 197 m   | 70     | 1968  | 505 N. Lake Shore Dr. 41° 53′ 30″ N, 87° 36′ 44″ O       | Il est le seul gratte-ciel à se situer à l'est de Lake Shore Drive. |
| 43   | River East Center (en)                 |       | 196 m   | 58     | 2001  | 350 E. Illinois St. 41° 53′ 29″ N, 87° 37′ 05,5″ O       | [ 75 ] |
| 44=  | Grand Plaza I                          |       | 195 m   | 57     | 2003  | 540 N. State St. 41° 53′ 31″ N, 87° 37′ 43″ O            | Grand Plaza I est la plus haute des deux tours du complexe connu sous le nom de Grand Plaza complex ; les deux bâtiments sont exclusivement constitués d'appartements de luxe. |
| 44=  | 155 North Wacker                       |       | 195 m   | 45     | 2009  | 155 N. Wacker Dr. 41° 53′ 05″ N, 87° 38′ 11,5″ O         | Le bâtiment est certifié « argent » par le label LEED pour sa conception de Haute qualité environnementale. |
| 46   | Leo Burnett Building                   |       | 194 m   | 50     | 1989  | 35 W. Wacker Dr. 41° 53′ 11″ N, 87° 37′ 45″ O            | |
| 47=  | The Heritage at Millennium Park        |       | 192 m   | 57     | 2005  | 130 N. Garland Court 41° 53′ 03″ N, 87° 37′ 32″ O        | |
| 47=  | OneEleven                              |       | 192 m   | 59     | 2014  | 111 W. Wacker Dr. 41° 53′ 11″ N, 87° 37′ 53″ O           | Anciennement connu sous les noms de 111 W. Wacker (jusqu'en 2016) et Waterview Tower (de 2014 à 2015). |
| 49   | NBC Tower                              |       | 191 m   | 37     | 1989  | 445 N. Cityfront Plaza Dr. 41° 53′ 24″ N, 87° 37′ 16″ O  | Le bâtiment abrite les studios et les bureaux de la National Broadcasting Company (NBC) pour la région métropolitaine de Chicago. |
| 50   | 353 North Clark                        |       | 190 m   | 44     | 2009  | 353 N. Clark St. 41° 53′ 20″ N, 87° 37′ 48″ O            | |
| 51   | Essex on the Park                      |       | 189 m   | 57     | 2019  | 808 S. Michigan Ave. 41° 52′ 04″ N, 87° 37′ 15″ O        | Aussi connu sous les noms de Sentral Michigan Avenue (stylisé « Sen+ral ») et 808 South Michigan Avenue. |
| 52   | Millennium Centre                      |       | 186 m   | 58     | 2003  | 33 W. Ontario St. 41° 53′ 35″ N, 87° 37′ 45″ O           | |
| 53   | Chicago Place                          |       | 185 m   | 49     | 1991  | 700 N. Michigan Ave. 41° 53′ 43″ N, 87° 37′ 30,5″ O      | Aussi connu sous les noms de Chicago Place Shopping Center et Chicago Place Mall, le bâtiment comprenait autrefois un vaste centre commercial ; il se compose aujourd'hui exclusivement de bureaux. |
| 54   | Chicago Board of Trade Building        |       | 184 m   | 44     | 1930  | 141 W. Jackson Blvd. 41° 52′ 39,5″ N, 87° 37′ 56″ O      | Plus haut gratte-ciel du monde de style Art Déco en dehors de New York ; plus haut gratte-ciel de Chicago construit dans les années 1930 ; le bâtiment est protégé au titre du Registre national des lieux historiques et des National Historic Landmarks. |
| 55=  | One Prudential Plaza                   |       | 183 m   | 41     | 1955  | 130 E. Randolph St. 41° 53′ 05″ N, 87° 37′ 24″ O         | Plus haut gratte-ciel de Chicago construit dans les années 1950, ; premier gratte-ciel construit à Chicago depuis la Grande Dépression et la Seconde Guerre mondiale. |
| 55=  | 333 South Wabash                       |       | 183 m   | 44     | 1972  | 333 S. Wabash Av. 41° 52′ 38″ N, 87° 37′ 32″ O           | Anciennement connu sous le nom de CNA Center ; bien qu'il ait une forme simple et rectangulaire de style international, le 333 South Wabash est unique car sa couleur rouge vif transforme son apparence ordinaire en l'un des bâtiments les plus accrocheurs de la ville. |
| 55=  | Heller International Building          |       | 183 m   | 45     | 1992  | 500 W. Monroe St. 41° 52′ 51″ N, 87° 38′ 25″ O           | De 1992 à 2017, il était le plus haut gratte-ciel de Chicago situé à l'ouest de la rivière Chicago. |
| 58   | Madison Plaza                          |       | 182 m   | 44     | 1982  | 200 W. Madison St. 41° 52′ 56″ N, 87° 38′ 04″ O          | [ 83 ] |
| 59   | The Grant                              |       | 181 m   | 54     | 2010  | 1201 S. Prairie Ave. 41° 52′ 01,5″ N, 87° 37′ 19″ O      | Anciennement connu sous le nom de One Museum Park West. |
| 60   | 1000 Lake Shore Plaza                  |       | 180 m   | 55     | 1964  | 1000 N. Lake Shore Dr. 41° 54′ 03,5″ N, 87° 37′ 28″ O    | À son achèvement, il était considéré comme le plus haut bâtiment en béton armé du monde, mais la tour de la Bourse de Montréal a été achevée la même année, prenant ainsi le titre. |
| 61=  | The Clare                              |       | 179 m   | 52     | 2008  | 55 E. Pearson St. 41° 53′ 50″ N, 87° 37′ 34″ O           | Anciennement connu sous le nom de The Clare at Water Tower. |
| 61=  | Citigroup Center                       |       | 179 m   | 42     | 1987  | 500 W. Madison St. 41° 52′ 56″ N, 87° 38′ 26″ O          | [ 86 ] |
| 61=  | Marina City I                          |       | 179 m   | 61     | 1964  | 300 N. State St. 41° 53′ 17,5″ N, 87° 37′ 42,5″ O        | L'architecture des tours jumelles de Marina City est originale car elle ressemble à un épi de maïs, une céréale courante dans la région du Midwest ; les 15 premiers étages des deux tours abritent un parking. |
| 61=  | Marina City II                         |       | 179 m   | 61     | 1964  | 300 N. State St. 41° 53′ 16,5″ N, 87° 37′ 45″ O          | |
| 61=  | Optima Signature                       |       | 179 m   | 57     | 2017  | 220 E. Illinois St. 41° 53′ 28″ N, 87° 37′ 17″ O         | Bien que le bâtiment ait l'apparence d'une tour de bureaux, il est exclusivement résidentiel. |
| 66   | Mid-Continental Plaza                  |       | 178 m   | 49     | 1972  | 55 E. Monroe St. 41° 52′ 49″ N, 87° 37′ 32,5″ O          | |
| 67=  | Crain Communications Building          |       | 177 m   | 41     | 1983  | 150 N. Michigan Ave. 41° 53′ 05″ N, 87° 37′ 30″ O        | Le bâtiment était connu sous le nom de Smurfit-Stone Building jusqu'en 2012 date à laquelle l'entreprise des médias Crain Communications y installe son siège social. |
| 67=  | 474 North Lake Shore Drive             |       | 177 m   | 61     | 1990  | 474 N. Lake Shore Dr. 41° 53′ 27″ N, 87° 36′ 52,5″ O     | Le bâtiment autrefois connu sous le nom de North Pier Apartments a été rebaptisé « 474 North Lake Shore Drive » en 2005. |
| 67=  | Citadel Center                         |       | 177 m   | 39     | 2003  | 131 S. Dearborn St. 41° 52′ 47″ N, 87° 37′ 43″ O         | , |
| 70=  | The Fordham (en)                       |       | 175 m   | 52     | 2003  | 25 E. Superior St. 41° 53′ 43,5″ N, 87° 37′ 38″ O        | [ 90 ] |
| 70=  | 190 South LaSalle Street               |       | 175 m   | 40     | 1987  | 190 S. LaSalle St. 41° 52′ 47″ N, 87° 37′ 58″ O          | Officiellement connu sous le nom de U.S Bank Building ; le toit à pignon fait référence au Masonic Temple Building (plus haut gratte-ciel de Chicago de 1895 à 1899). |
| 72=  | One South Dearborn (en)                |       | 174 m   | 39     | 2005  | 1 S. Dearborn St. 41° 52′ 54″ N, 87° 37′ 43″ O           | |
| 72=  | Onterie Center (en)                    |       | 174 m   | 58     | 1986  | 446 E. Ontario St. 41° 53′ 38″ N, 87° 36′ 59″ O          | |
| 72=  | Loews Hotel Tower                      |       | 174 m   | 52     | 2015  | 455 North Park Dr. 41° 53′ 23,9″ N, 87° 37′ 08″ O        | Plus haut gratte-ciel de la ville construit en 2015. |
| 75   | Chicago Temple Building                |       | 173 m   | 23     | 1924  | 77 W. Washington St. 41° 52′ 59″ N, 87° 37′ 50″ O        | Plus haut gratte-ciel de la ville construit dans les années 1920, ; il s'agit également de l'église la plus haute du monde avec ses 173 mètres. |
| 76   | Palmolive Building                     |       | 172 m   | 37     | 1929  | 919 N. Michigan Ave. 41° 53′ 59″ N, 87° 37′ 25″ O        | Le bâtiment est inscrit sur le Registre national des lieux historiques depuis 2003 et protégé au titre des Chicago Landmarks depuis 2000. |
| 77=  | Kluczynski Federal Building            |       | 171 m   | 42     | 1975  | 230 S. Dearborn St. 41° 52′ 42″ N, 87° 37′ 48″ O         | |
| 77=  | Cirrus                                 |       | 171 m   | 37     | 2022  | 211 N. Harbor Dr. 41° 53′ 10″ N, 87° 36′ 55″ O           | |
| 77=  | Huron Plaza (en)                       |       | 171 m   | 56     | 1983  | 30 E. Huron St. 41° 53′ 43″ N, 87° 37′ 36″ O             | [ 94 ] |
| 77=  | Boeing International Headquarters      |       | 171 m   | 36     | 1990  | 100 N. Riverside Plaza 41° 53′ 02,5″ N, 87° 38′ 19″ O    | Le bâtiment abrite le siège social de l'entreprise Boeing,. |
| 81=  | The Parkshore (en)                     |       | 169 m   | 56     | 1991  | 195 N. Harbor Dr. 41° 53′ 08,5″ N, 87° 36′ 53″ O         | [ 97 ] |
| 81=  | North Harbor Tower (en)                |       | 169 m   | 55     | 1988  | 175 N. Harbor Dr. 41° 53′ 07,5″ N, 87° 36′ 55,5″ O       | |
| 81=  | Civic Opera House                      |       | 169 m   | 45     | 1929  | 20 N. Wacker Dr. 41° 52′ 57″ N, 87° 38′ 14,5″ O          | Le bâtiment est occupé par l'Opéra lyrique de Chicago et est avec ses 3 563 places le deuxième d'Amérique du Nord après le Metropolitan Opera de New York. |
| 81=  | Streeter Place (en)                    |       | 169 m   | 55     | 2009  | 351-363 E. Ohio St. 41° 53′ 32″ N, 87° 37′ 05″ O         | |
| 81=  | Newberry Plaza (en)                    |       | 169 m   | 53     | 1974  | 1030 N. State St. 41° 54′ 06″ N, 87° 37′ 44″ O           | [ 99 ] |
| 81=  | Michigan Plaza South (en)              |       | 169 m   | 46     | 1985  | 205 N. Michigan Ave. 41° 53′ 09,75″ N, 87° 37′ 25″ O     | |
| 81=  | 30 North LaSalle (en)                  |       | 169 m   | 44     | 1975  | 30 N. LaSalle St. 41° 52′ 58″ N, 87° 37′ 58″ O           | [ 100 ] |
| 88=  | Pittsfield Building                    |       | 168 m   | 38     | 1927  | 55 E. Washington St. 41° 52′ 59″ N, 87° 37′ 32,5″ O      | Ce bâtiment de style néogothique est protégé au titre des Chicago Landmarks depuis 2002. |
| 88=  | Harbor Point                           |       | 168 m   | 54     | 1975  | 155 N. Harbor Dr. 41° 53′ 06″ N, 87° 36′ 53″ O           | [ 102 ] |
| 88=  | One South Wacker (en)                  |       | 168 m   | 40     | 1982  | 1 S. Wacker Dr. 41° 52′ 54″ N, 87° 38′ 10″ O             | Le bâtiment apparaît dans le clip de la chanson Burnin' du duo français de musique électronique Daft Punk,. |
| 91=  | Illinois Center - Park Millennium (en) |       | 165 m   | 57     | 2002  | 222 N. Columbus Dr. 41° 52′ 54″ N, 87° 38′ 10″ O         | |
| 91=  | LaSalle-Wacker Building                |       | 165 m   | 41     | 1930  | 221 N. LaSalle St. 41° 53′ 11″ N, 87° 37′ 55″ O          | |

## Panorama de Chicago

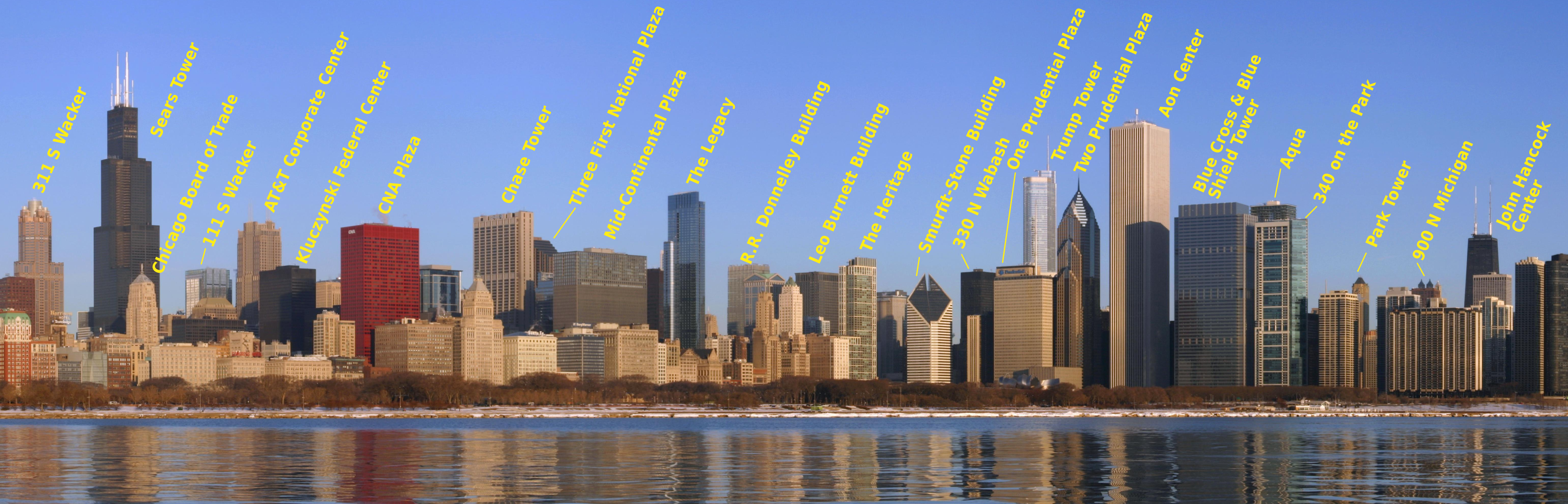
Panorama détaillé du centre de Chicago depuis le planétarium Adler au Museum Campus.

### En cours de construction
Le tableau ci-dessous concerne les bâtiments actuellement en construction (au 1er janvier 2021).
| Nom                              | Image | Hauteur | Étages | Année (est.) | Notes |
| -------------------------------- | ----- | ------- | ------ | ------------ | --- |
| 1112 West Carroll Avenue         |       | 113 m   | 33     | 2024         | Bâtiment principalement résidentiel ; développé par la firme ESG Architects ; approuvé par le conseil municipal de Chicago en 2021. |
| Cirrus                           |       | 156 m   | 47     | 2022         | Anciennement connu sous le nom de Lakeshore East J. Tower. |
| Tribune East Tower               |       | 433 m   | 113    | 2025         | À son achèvement, la Tribune East Tower sera le deuxième plus haut gratte-ciel de la ville,. |
| 900 West Randolph Street         |       | 151 m   | 43     | 2023         | , |
| One Chicago Square               |       | 295 m   | 78     | 2022         | [ 36 ] |
| 400 Lake Shore Drive North Tower |       | 261 m   | 72     | 2027         | À son achèvement, il sera le 2e plus haut gratte-ciel de Chicago intégralement résidentiel après le NEMA ; il sera construit sur le site de la Chicago Spire (dont les travaux ont été annulés à la suite de la crise économique mondiale de 2008) ; sa construction fut approuvée par le conseil municipal le 14 décembre 2020. |
| The Reed                         |       | 136 m   | 41     | 2023         | , |

### Constructions annulées
Le tableau ci-dessous concerne les bâtiments dont la construction (en cours ou non) fut annulée pour une raison quelconque.
| Nom                                       | Image | Hauteur | Étages | Notes |
| ----------------------------------------- | ----- | ------- | ------ | --- |
| Chicago World Trade Center                |       | 700 m   | 185    | Construction proposée en 1985 et annulée dans les années 1990. |
| Chicago Spire                             |       | 610 m   | 150    | Construction proposée en juillet 2005 et définitivement annulée en 2010 en raison de plusieurs conséquences liées à la crise économique mondiale de 2008, les travaux ont été suspendus à l'automne 2008 sans date de reprise ; en 2010, une ordonnance municipale annule la construction du bâtiment. |
| Old Chicago Main Post Office Twin Towers  |       | 610 m   | 120    | Construction proposée le 21 juillet 2011 et approuvée par le conseil municipal le 18 juillet 2013 ; annulée en décembre 2014. |
| 7 South Dearborn                          |       | 610 m   | 112    | Construction approuvée en 2009 et annulée en 2010 ; le One South Dearborn a été construit sur ce site. |
| Waldorf-Astoria Hotel and Residence Tower |       | 414 m   | 111    | Construction proposée en 2009 et annulée en 2012. |

### Constructions constituant une vision
Le tableau ci-dessous concerne les bâtiments dont la construction constitue une vision ou un projet hypothétique.
| Nom          | Image | Hauteur | Étages | Période    | Notes |
| ------------ | ----- | ------- | ------ | ---------- | --- |
| The Illinois |       | 1 730 m | 528    | 2050-2075* | Construction décrite par l'architecte Frank Lloyd Wright dans son livre A Testament paru en 1956 ; d'une hauteur de 1 730 mètres (1 610 à hauteur du toit), The Illinois aurait fait le double de la hauteur de Burj Khalifa (828 mètres) et aurait été le plus haut gratte-ciel du monde s'il avait existé ; Skidmore, Owings and Merrill, les concepteurs de Burj Khalifa, s'en sont inspirés. (*) projection. |

### Gratte-ciel et bâtiments détruits
Le tableau ci-dessous concerne les bâtiments (de grande hauteur à leur époque) qui sont détruits à ce jour.
| Nom                       | Image | Hauteur | Étages | Période   | Notes |
| ------------------------- | ----- | ------- | ------ | --------- | --- |
| Montauk Building          |       | 40 m    | 10     | 1882-1902 | Érigé en 1882 pour un coût de 325 000 dollars, le Montauk Building est parfois considéré comme étant le premier gratte-ciel à armature d'acier de Chicago ; de 1903 à 1965, le premier bâtiment de la First National Bank occupa cet emplacement ; en 1965, il fut démoli puis remplacé par la First National Plaza (appelée aujourd'hui Chase Tower).                           |
| Home Insurance Building   |       | 55 m    | 12     | 1885-1931 | Ce bâtiment est célèbre pour être le premier gratte-ciel à armature d'acier de l'histoire de l'architecture, ; conçu par William Le Baron Jenney, le Home Insurance Building devint le plus haut gratte-ciel du monde à son achèvement en 1885 et le resta jusqu'en 1890 lorsqu'il fut détrôné par le New York World Building ; le bâtiment fut démoli 47 ans plus tard en 1931. |
| Masonic Temple Building   |       | 92 m    | 21     | 1892-1939 | Il devint le plus haut gratte-ciel de Chicago de 1895 à 1899. |
| Phenix Building           |       | 65 m    | 13     | 1887-1957 | Le bâtiment fut détruit en 1957 et fut remplacé par ce qui est aujourd'hui connu comme étant le TransUnion Building. |
| Schiller Theater Building |       | 70 m    | 16     | 1891-1961 | Inauguré en 1891, ce bâtiment qui abrita un théâtre d'une capacité de 1 300 places fut démoli en 1961 ; après un long déclin à partir des années 1930, le bâtiment ferma ses portes et fut vendu à la ville de Chicago qui construisit un parking à la place. |
| Morrison Hotel            |       | 160 m   | 45     | 1925-1965 | Construit en 1925, le Morrison Hotel est le premier gratte-ciel en dehors de New York à dépasser les 40 étages. |

## Chronologie des plus hauts bâtiments de Chicago
Le tableau ci-dessous concerne les bâtiments qui furent à leur achèvement le plus haut de la ville (en italique sont les bâtiments qui sont détruits à ce jour).
| Nom                                 | Image | Période      | Hauteur | Étages | Notes |
| ----------------------------------- | ----- | ------------ | ------- | ------ | --- |
| Cathédrale du Saint-Nom             |       | 1854–1869    | 75 m    | 1      | Du haut de son clocher culminant à 75 mètres, la cathédrale du Saint-Nom de Chicago devient en 1854 le plus haut édifice de la ville ; le bâtiment est inscrit sur le prestigieux Registre national des lieux historiques depuis 2000. |
| Église Saint-Michel                 |       | 1869–1885    | 88 m    | 1      | Cette église figure parmi les rares bâtiments à avoir survécu au Grand incendie de Chicago en 1871. |
| Old Chicago Board of Trade Building |       | 1885–1895    | 98 m    | 10     | Bien que le Home Insurance Building fut à la même époque considéré comme le plus haut bâtiment de la ville (à hauteur du toit), le Old Chicago Board of Trade Building (CBOTB) n'avait pas les caractéristiques d'un « gratte-ciel » à proprement parler et était doté d'un clocher qui porta sa hauteur totale à 98 mètres ; lorsqu'en 1895 la tour de l'horloge de l'édifice fut démontée, le CBOTB perdit son titre de plus haut bâtiment de la ville au profit du Masonic Temple Building ; l'immeuble a été détruit en 1929. |
| Masonic Temple Building             |       | 1895–1899    | 92 m    | 21     | Le bâtiment devient le plus haut de la ville à la suite du démontage de la tour de l'horloge du Old Chicago Board of Trade Building ; l'immeuble a été détruit en 1939. |
| Montgomery Ward Building            |       | 1899–1922    | 120 m   | 22     | Premier bâtiment de plus de 100 mètres en dehors de New York ; il fut le siège de l'entreprise Montgomery Ward durant dix ans ; le Montgomery Ward Building était surmonté d'un beffroi qui fut démonté quelques années plus tard. |
| Wrigley Building                    |       | 1922–1924    | 134 m   | 30     | Le Wrigley Building est le premier bâtiment de Chicago à dépasser les 130 mètres de haut et à atteindre les 30 étages. |
| Chicago Temple Building             |       | 1924–1930    | 173 m   | 23     | Le Chicago Temple Building devient l'église la plus haute du monde à son achèvement. Le bâtiment est protégé au titre des Chicago Landmarks (CL). |
| Chicago Board of Trade Building     |       | 1930–1965    | 184 m   | 44     | Achevé en 1930, le bâtiment est construit en lieu et place de l'ancien Chicago Board of Trade Building (Old Chicago Board of Trade Building) construit entre 1882 et 1885 et démoli en 1929. |
| Richard J. Daley Center             |       | 1965–1969    | 198 m   | 32     | Le bâtiment fut nommé en l'honneur de Richard J. Daley, homme politique et maire de Chicago six mandats consécutifs de 1955 à 1976. |
| 875 North Michigan Avenue           |       | 1969–1973    | 344 m   | 100    | En 1973, date de son achèvement, le 875 North Michigan Avenue (anciennement John Hancock Center) devient le premier gratte-ciel de la ville à dépasser les 300 mètres de haut. |
| Aon Center                          |       | 1973         | 346 m   | 83     | L'Aon Center (anciennement Standard Oil Building et Amaco Tower) fut à son achèvement le plus haut gratte-ciel de la ville avant d'être détrôné par la Willis Tower quelques mois plus tard. |
| Willis Tower                        |       | 1973–présent | 442 m   | 108    | Avec ses 442 mètres, la Willis Tower (anciennement Sears Tower) devient à son achèvement le plus haut gratte-ciel du monde de 1973 à 1998 et des États-Unis jusqu'en 2013 ; il est à ce jour le troisième plus haut gratte-ciel du continent américain et de l'hémisphère ouest après le One World Trade Center et la Central Park Tower à New York. |